# Bayfield (Wisconsin)
Bayfield is een plaats (city) in de Amerikaanse staat Wisconsin, en valt bestuurlijk gezien onder Bayfield County.

## Demografie
Bij de volkstelling in 2000 werd het aantal inwoners vastgesteld op 611. In 2006 is het aantal inwoners door het United States Census Bureau geschat op 583, een daling van 28 (-4,6%).

## Geografie
Volgens het United States Census Bureau beslaat de plaats een oppervlakte van 2,3 km², geheel bestaande uit land. Bayfield ligt op ongeveer 199 m boven zeeniveau.
Bayfield ligt aan het Bovenmeer. Voor de kust liggen de Aposteleilanden. Vanuit Bayfield is er een veerdienst naar Madeline Island, het grootste van de Aposteleilanden.

## Plaatsen in de nabije omgeving
De onderstaande figuur toont nabijgelegen plaatsen in een straal van 48 km rond Bayfield.